# Silent Hill: The Short Message
Silent Hill: The Short Message est un jeu vidéo d'horreur psychologique développé par Konami et HexaDrive et publié par Konami, sorti le 31 janvier 2024.

## Synopsis
Dans la ville fictive de Kettenstadt, en Allemagne, une jeune femme, Anita, reçoit un message de son amie Maya, une graffeuse connue sur les réseaux sociaux sous le pseudonyme de C.B. (pour Cherry Blossoms), qui l'invite à la rejoindre dans la Villa, un complexe d'immeubles abandonné. Dans le bâtiment, elle suit la piste des œuvres de Maya, et son exploration est ponctuée de flashbacks sur le harcèlement en ligne qu'elle a subi en essayant d'être aussi populaire que Maya, mais aussi par les attaques d'un monstre humanoïde recouvert de fleurs de cerisier.

## Développement
Le jeu est annoncé le 31 janvier 2024 lors d'un State of Play et est commercialisé gratuitement le jour-même sur PlayStation 5.

## Accueil
Silent Hill: The Short Message reçoit un accueil négatif de la presse avec une moyenne de 51/100 sur Metacritic.